# MC Beth
Elisabeth Raiol (Rio de Janeiro, 16 de março de 1982), mais conhecida pelo nome artístico de MC Beth, é uma ativista da causa animal e ex-cantora brasileira de funk carioca.

## Carreira
Uma das precursoras do funk carioca, Beth estourou nas rádios em 2000 com o sucesso “Dança da Motinha”, que foi a primeira música a utilizar o termo "popozuda" como referência à mulheres com bumbum avantajado, o que se tornou um adjetivo popular dentro do funk. Na sequência fez sucesso com a música "Um Tapinha Não Dói", junto com MC Naldinho. Em 2002, no entanto, encerrou a carreira, alegando que a rotina de shows era "uma prisão" e decidiu formar-se em radiologia. Beth passou a se dedicar como ativista resgatando animais de rua.
Beth tem Síndrome de Asperger, condição do espectro do autismo.

## Discografia
| Título                                 | Ano  |
| -------------------------------------- | ---- |
| "Dança da Motinha"                     | 2000 |
| "Um Tapinha Não Dói" (com MC Naldinho) | 2001 |
| "Mexe que Mexe"                        | 2001 |